# Carlos Ginés
Carlos Ginés ( Buenos Aires, 31 de agosto de 1909 - ibídem, 31 de diciembre de 1965) fue un actor cómico, locutor, productor, periodista, cantante, compositor y conductor argentino de cine, radio, teatro y televisión.

## Carrera

### Radio
Carlos Ginés comenzó su extensa carrera en 1932 en Radio Cultura.
En 1940 y 1941 trabajó en Radio Splendid junto con Augusto Codecá, Ricardito Ruiz, Carlos Mayel, Osvaldo Fresedo y Lindoro Puruva.
En 1942 paso a Radio Mitre para secundar a Nini Marshall, en colaboración con  Juan José Piñeyro.
Fue un consagrado como uno de los astros más populares de la radio en 1957, junto con Luis Sandrini, al conducir su ciclo llamado Levántese contento en Radio El Mundo, junto con Pascual Menutti, en la que impregnó en la radiofonía su personalidad brillante, inquietante y alegre. También creó y condujo otro popular programa radial, El trencito de Ginés, con la firma que Colgate - Palmolive le ofrecieron por más de un año. En Los dos sordos trabajó en Radio El Mundo, junto con Carlos Ciccarelli, Carlos Rosingana, María Teresa Greco y Juan D'Arienzo. Además trabajó como "partenaire" en el ciclo de Niní Marshall en Radio Mitre.
En Radio Splendid hizo Yo soy Tatín con Tato Cifuentes y Perla Marquez. También condujo Pum para arriba.
Trabajó con otros grandes artistas argentinos como Tato Bores, Tato Cifuentes y Enrique Serrano. En teatro se lució con la gran Nélida Roca
Fue un gran amigo de los locutores Juan Álvarez y Fidel Pintos. Con Pintos condujo en 1948 el programa radial, El mundo al revés, ideado por Ignacio de María.El programa se transmitido  por Radio El Mundo.

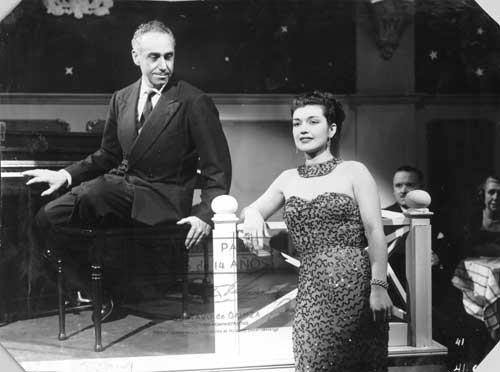
Carlos Ginés junto a Elsa Miranda en el film de 1950, Captura recomendada.

### Televisión
En televisión trabajo como conductor y actor en numerosos programas como:
- 1951: Señora, sea práctica, ciclo que continuó durante 1952.
- 1951: Telesolfas, con Elcira Olivera Garcés y Marianito Bauzá
- 1952: De Cuba llegó el amor, emitido por Canal 7, con José Dorado y Eva Flores.[6]
- 1952: Hágalo en un minuto
- 1954:Juguemos al oficio mudo
- 1954:Puede sucederle a usted
- 1954: Usted puede triunfar
- 1955: Cuide su negocio
- 1956: El club femenino
- 1957: Llévese todo
- 1958: Escuela para casados, junto a Rosita Glenz.
- 1960: A las 13 en el 13
- 1960: Variedades Odol

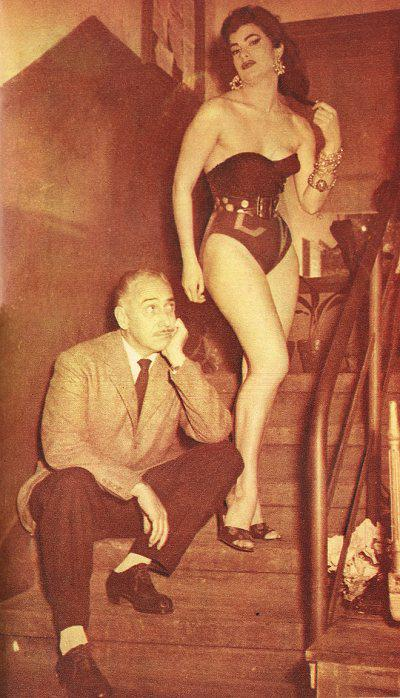
Con Nélida Roca en teatro porteño.

A lo largo de los años también hizo varios comerciales como el que realizó para una publicidad de Lavadora K C.
Realizó durante tres días un programa experimental en circuito cerrado de televisión, desde el Alvear Palace Hotel.
Fue Ginés quien le dio la oportunidad de entrar al mundo del espectáculo al cantante Palito Ortega.

### Filmografía
Debido a su gran vocación y formación actoral incursionó en la cinematografía argentina con:
- 1940: El solterón
- 1941: Hogar, dulce hogar como un Locutor de radio
- 1942: Cada hogar un mundo
- 1943: 16 años
- 1950: Los Pérez García
- 1950: Captura recomendada como un Pianista
- 1951: Pocholo, Pichuca y yo
- 1966: La gorda
- 1966: Con el más puro amor (producida en 1955)[9]

### Etapa como cantante
Ginés, al ser un hombre multifuncional, también trabajó como cantante. En 1950 hizo la cortina musical de la película Captura recomendada, en la que actuaron entre muchos otros, Eduardo Rudy, Nathán Pinzón, Ricardo Trigo y Ricardo Lavié. Como compositor hizo los temas Mejor no Penses y Tu Ausencia.
Como músico tuvo su gran vocación inclinada hacia el piano.

## Vida privada
Su mujer, con la que estuvo casado y trabajó en varios proyectos, fue la locutora y actriz, Virginia de la Cruz.

## Premios
- En 1957: Premio "Item Show" como mejor animador .
- En 1960: Martín Fierro en el rubro mejor animador.[10]

## Fallecimiento
Carlos Ginés murió el 31 de diciembre de 1965 tras una grave enfermedad. Sus restos descansan en el panteón argentino de actores del Cementerio de la Chacarita. Tenía 56 años.